# Janie Jones (film)
Janie Jones is een Amerikaanse jeugdfilm uit 2010 van regisseur en scenarist David M. Rosenthal met in de hoofdrollen Alessandro Nivola, Elisabeth Shue, Brittany Snow en Abigail Breslin als Janie Jones.

## Scenario
De jeugdfilm gaat over het meisje Janie Jones, dat alleen opgroeit met haar moeder. De film begint dat ze samen op weg zijn ergens naartoe. De moeder blijkt het plan te hebben om naar de vader van Janie te gaan die ze nooit meer heeft gezien sinds voor de geboorte van Janie. Dan loopt de moeder weg en laat Janie achter bij haar vader, die allebei van elkaars bestaan niets afwisten. De vader is beroemd gitarist en zanger en Janie gaat mee op tournee. Maar omdat de vader nogal agressief is en meerdere keren iemand aanvliegt of zelfs in elkaar slaat, wordt de tournee afgelast. Eigenlijk weet hij niet hoe hij voor Janie moet zorgen en baalt dat ze erbij is, maar natuurlijk is het wel zijn dochter (dat wilde hij eerst niet toegeven, maar uiteindelijk wel), en langzaam maar zeker krijgen ze een steeds betere band. Janie zorgt voor haar vader, die zich soms nogal lastig kan beheersen en haar vader zorgt voor haar. Ook spelen ze samen gitaar, vooral als de vader heeft gehoord dat Janie meerdere liedjes heeft geschreven en ze heeft talent.

## Rolverdeling
- Abigail Breslin - Janie Jones
- Brittany Snow - Iris
- Alessandro Nivola - Ethan Brand
- Elisabeth Shue - Mary Ann Jones
- Peter Stormare - Sloan
- Joel David Moore - Dave
- Frances Fisher - Lily
- Frank Whaley - Chuck
- Rodney Eastman - Billy